# Typhlops silus
Espèce
Typhlops silus est une espèce de serpents de la famille des Typhlopidae. 

## Répartition
Cette espèce est endémique de Cuba. Elle se rencontre dans la province de Holguín.

## Publication originale
- Legler, 1959 : A new blind snake (genus Typhlops) from Cuba. Herpetologica, vol. 15, no 2, p. 105-112.